# Minia
Minia ou Menia (em árabe: Minya) é a capital da província de mesmo nome no Alto Egito. Está localizada a aproximadamente 245 km ao sul de Cairo, na margem oeste do rio Nilo, que flui para o norte através da cidade. Sua população estimada para 2006 é de 201.360 habitantes. A cidade é apelidada pelos moradores como a noiva do Alto Egito, em referência à sua localização estratégica no Médio Egito como um elo vital entre o norte eo sul do país. Minya tem uma das maiores concentrações de população cristã do Egito, com cerca de 50% da população total.